# 竹內愛紗
竹內愛紗（日语：／ Takeuchi Aisa；2001年10月31日—）是日本女演員，出身自福島縣磐城市。曾是Sweet Power旗下藝人，2021年5月31日因治療恐慌症而退出。

## 作品列表

### 電視劇
- 明日的約定（2017年10月17日－12月19日，關西電視台、富士電視台）：飾演 吉岡英美里
- 我的裙子，去哪了？（2019年4月20日－6月22日，日本電視台）：飾演 今泉茜
- 高嶺與花（2019年4月22日－6月18日，富士電視台）：飾演 野野村花，女主角
- 絕對零度～未然犯罪潛入搜査2～ 第2集（2020年1月13日，富士電視台）：飾演 時田明日香
- 在不白不黑的世界裏，熊貓笑了 第3集（2020年1月26日，日本電視台）：飾演 北里亞香里
- 未滿警察 第1－4集、第9集－大結局（2020年6月27日－7月18日、8月29日－9月5日，日本電視台）：飾演
- 16歲症候群（2020年7月28日－9月15日，富士電視台）：飾演 東息吹，主演

### 電影
- 雪耻女孩（2017年12月23日）：飾演 寶石美咲
- 十二個想死的少年（2019年1月25日）：飾演 友紀